# Rosengarten Untergiesing Munich
La Rosaleda de Untergiesing de Múnich en alemán: Rosengarten Untergiesing, München es una Rosaleda de unas 12,5 hectáreas de extensión, que se encuentra en Múnich, Alemania.

## Localización
Rosengarten Untergiesing München, Sachsenstraße D-81543 Untergiesing München-Múnich, Bayern-Baviera, Deutschland-Alemania
Planos y vistas satelitales.48°8′0″N 11°34′0″E / 48.13333, 11.56667
Está abierto a diario al acceso público.

## Historia
Esta rosaleda es uno de los jardines dedicados a las rosas más grande de Baviera en Alemania. 
Fundada en 1969 y diseñado originalmente por arquitecto del paisaje Berthold Thormählen, Mathias Tantau y Wilhelm Kordes. 

## Colecciones
La rosaleda en la actualidad alberga a más de 35.000 rosas y 1020 diversas variedades de rosa que se presentan en todas las gradaciones de tonos de color y aroma.
El Rosengarten Untergiesing alberga:
- Unas 1020 entre especies silvestres y cultivares
- Especies de rosas silvestres
- Especies cultivares de rosas
- Plantas de rosas unos 35.000 pies.
- Más de 40 Clases de rosas

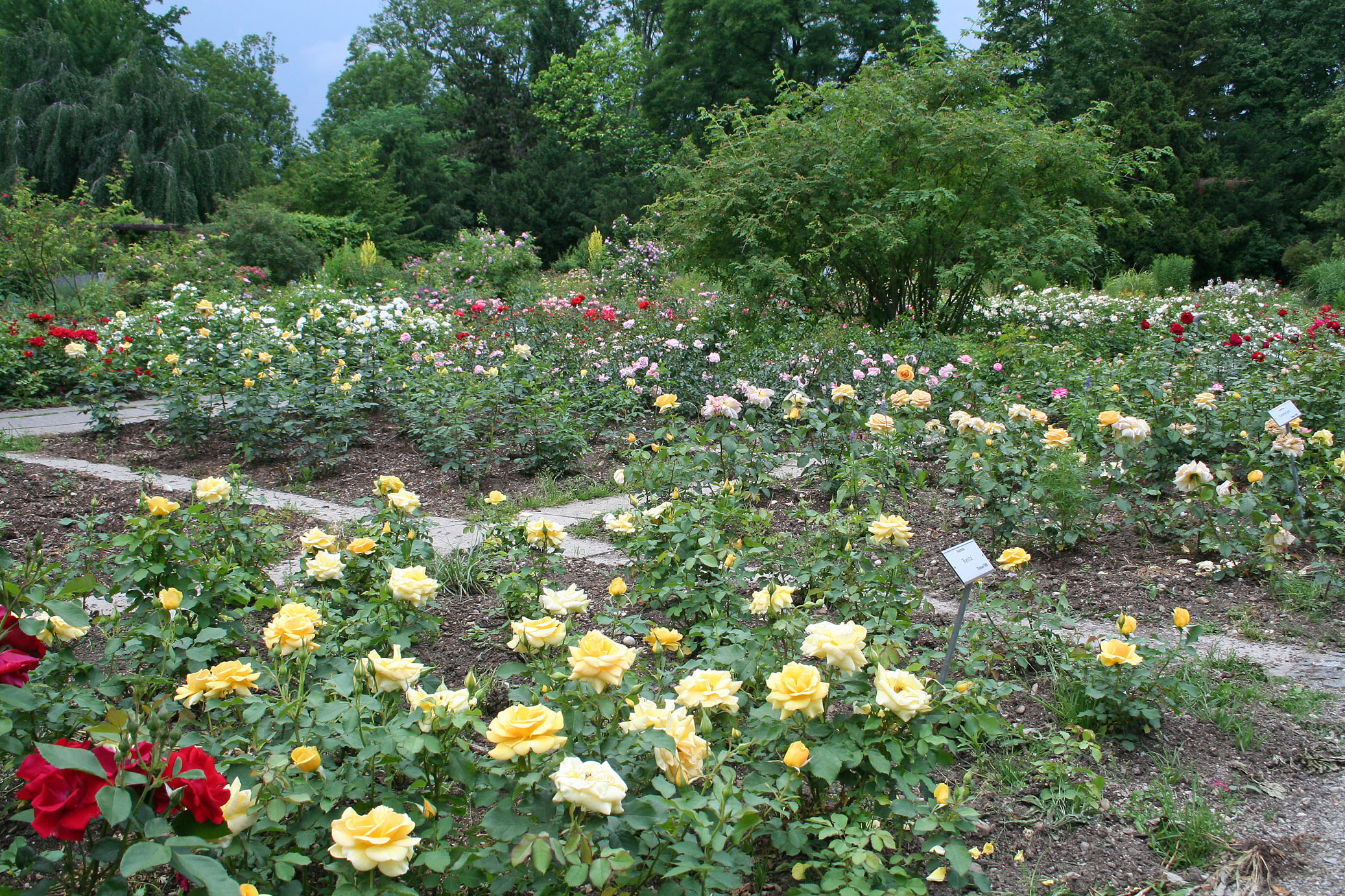
Lechos de rosas en Untergiesing, München.
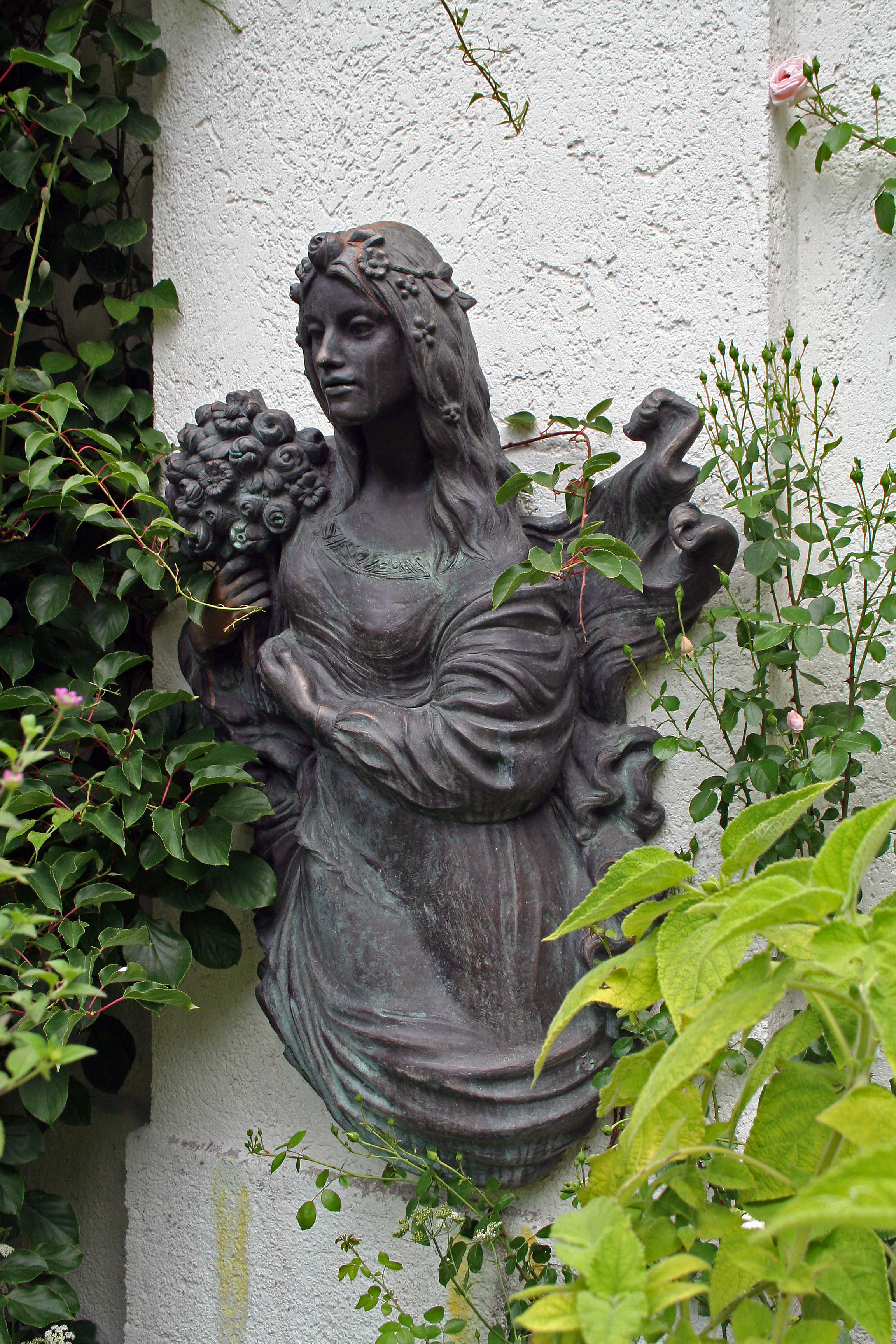
Escultura de bronce.
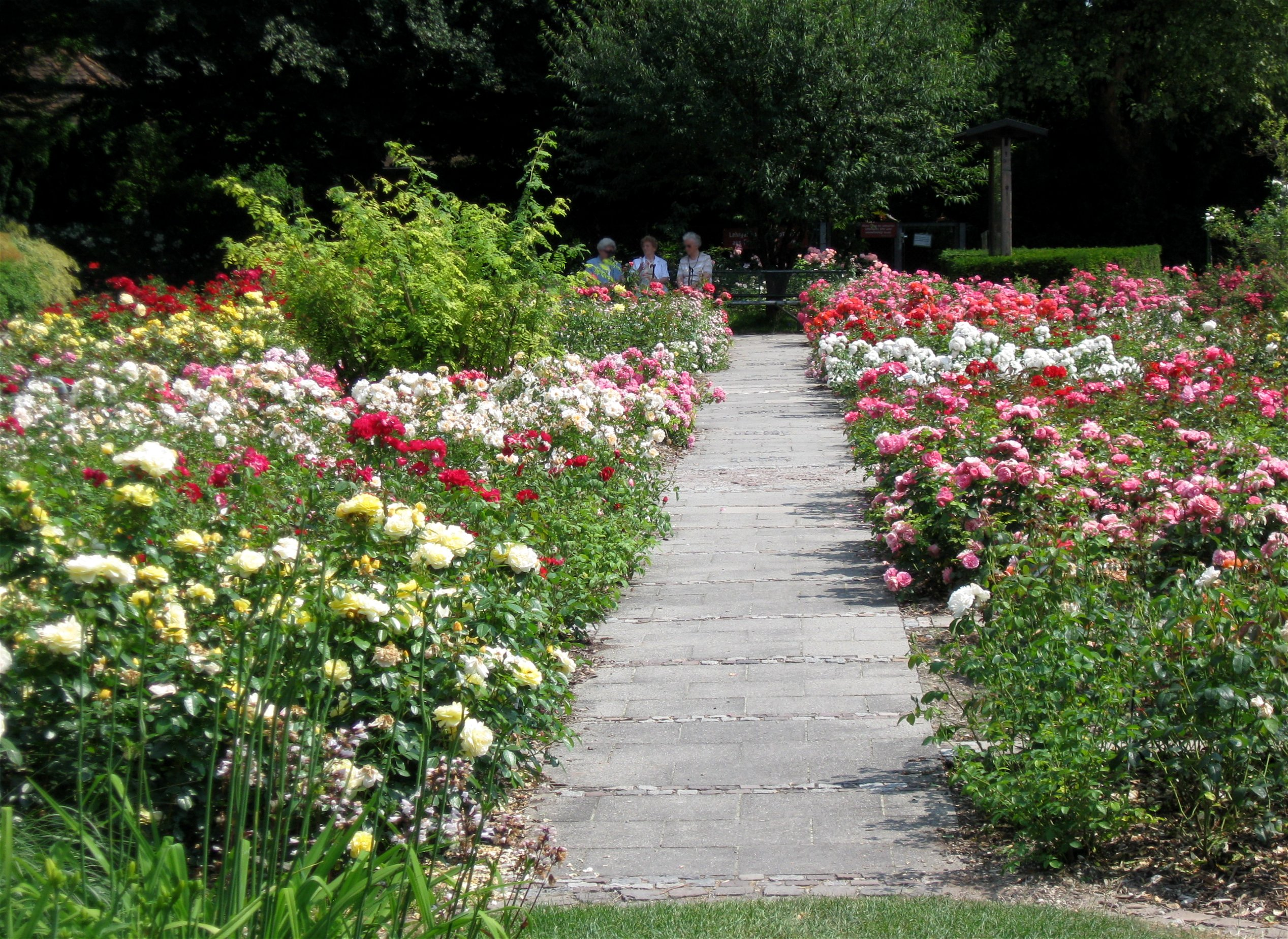
Vista parcial en Rosengarten Untergiesing.
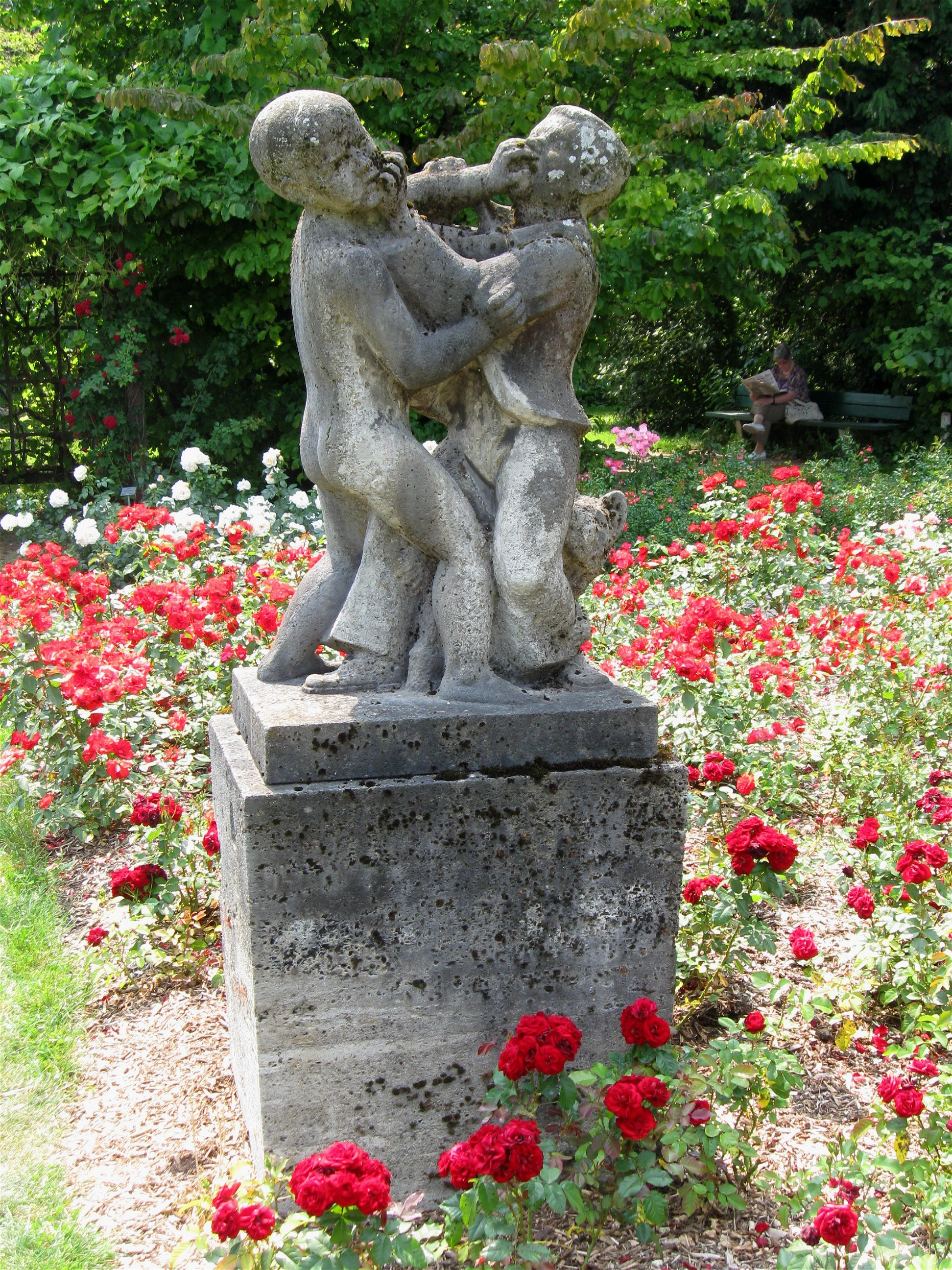
Escultura en el Rosengarten Untergiesing.
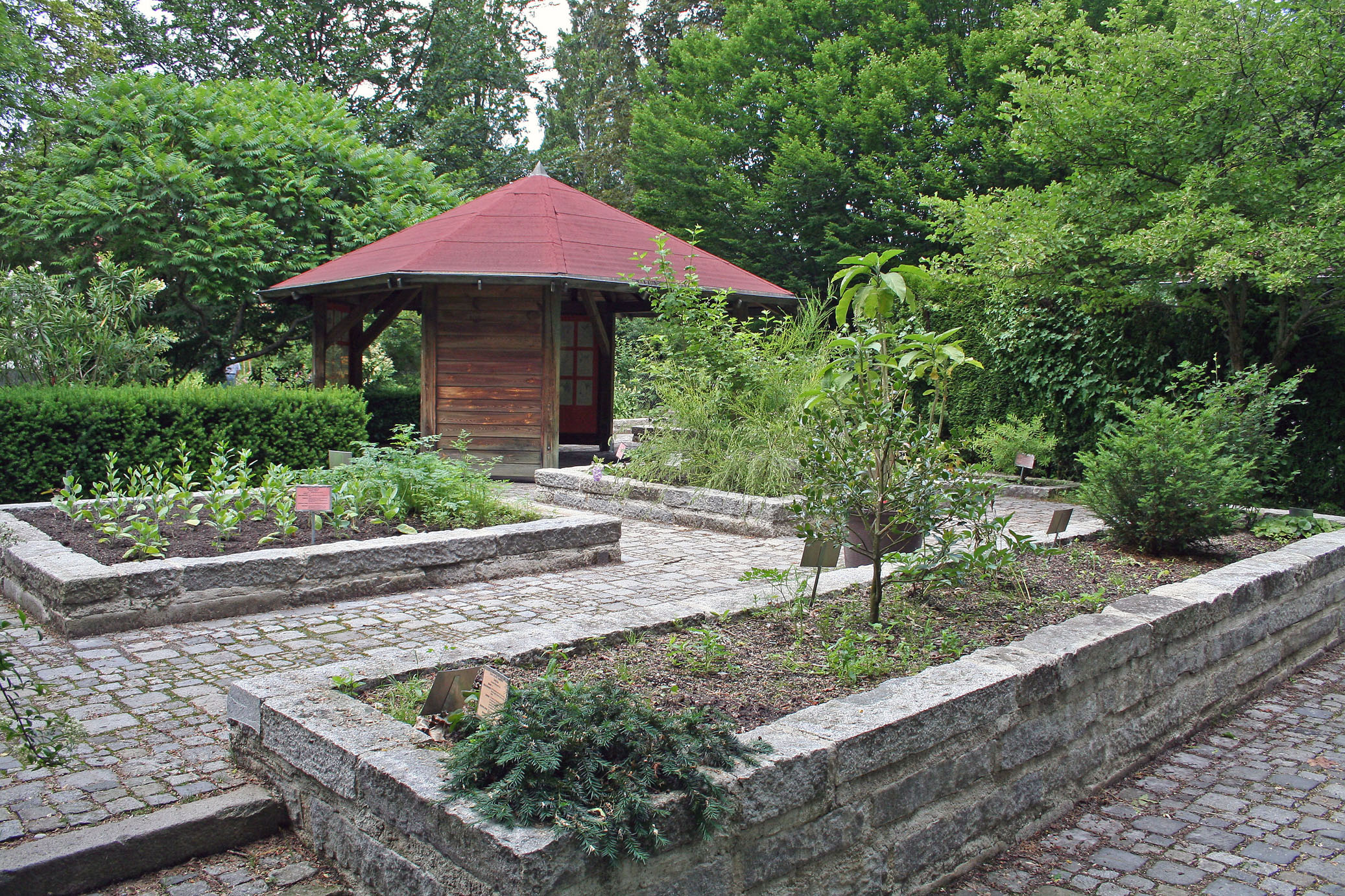
Lechos de cultivo en alto.
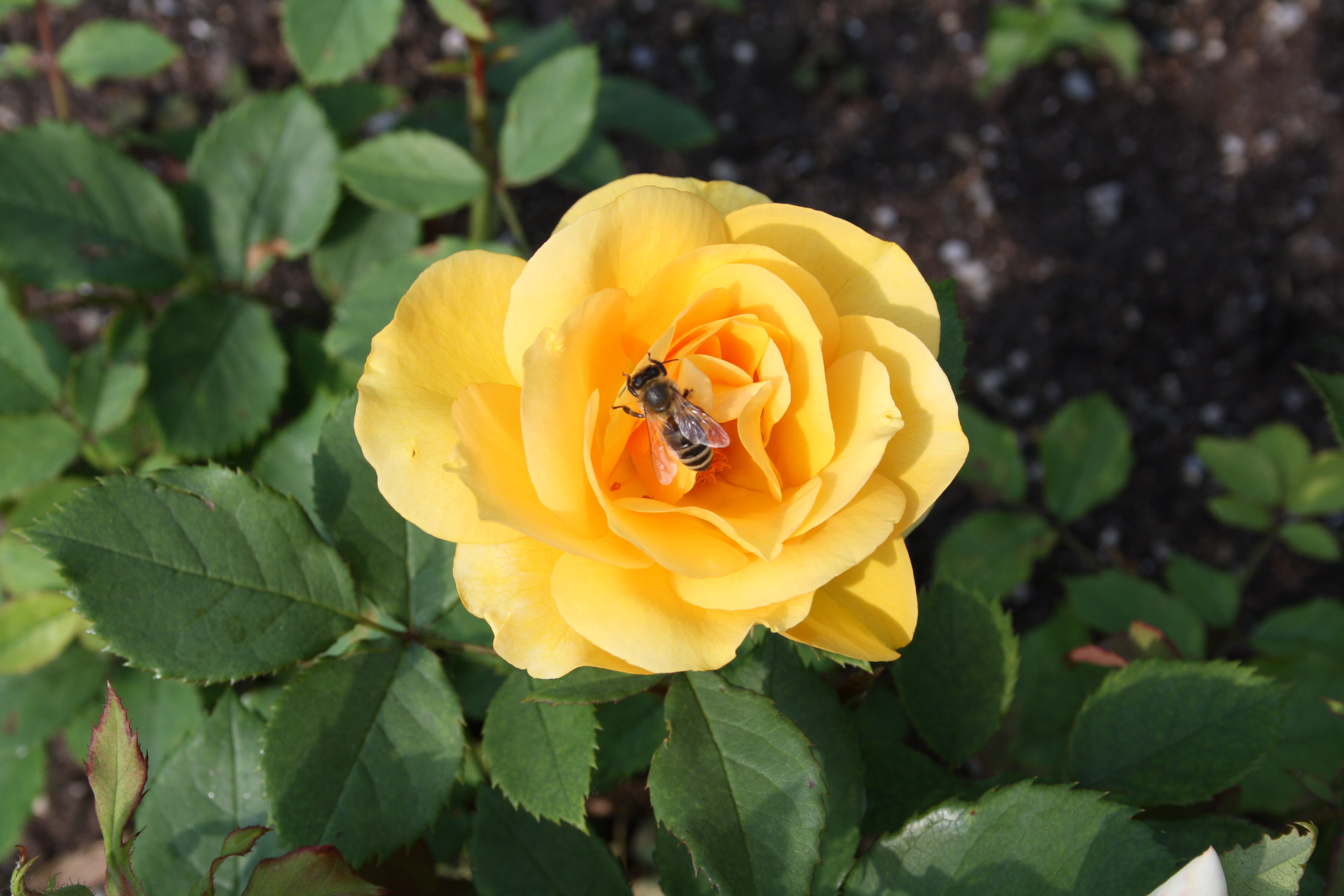
Rosa ssp. en Untergiesing, München.
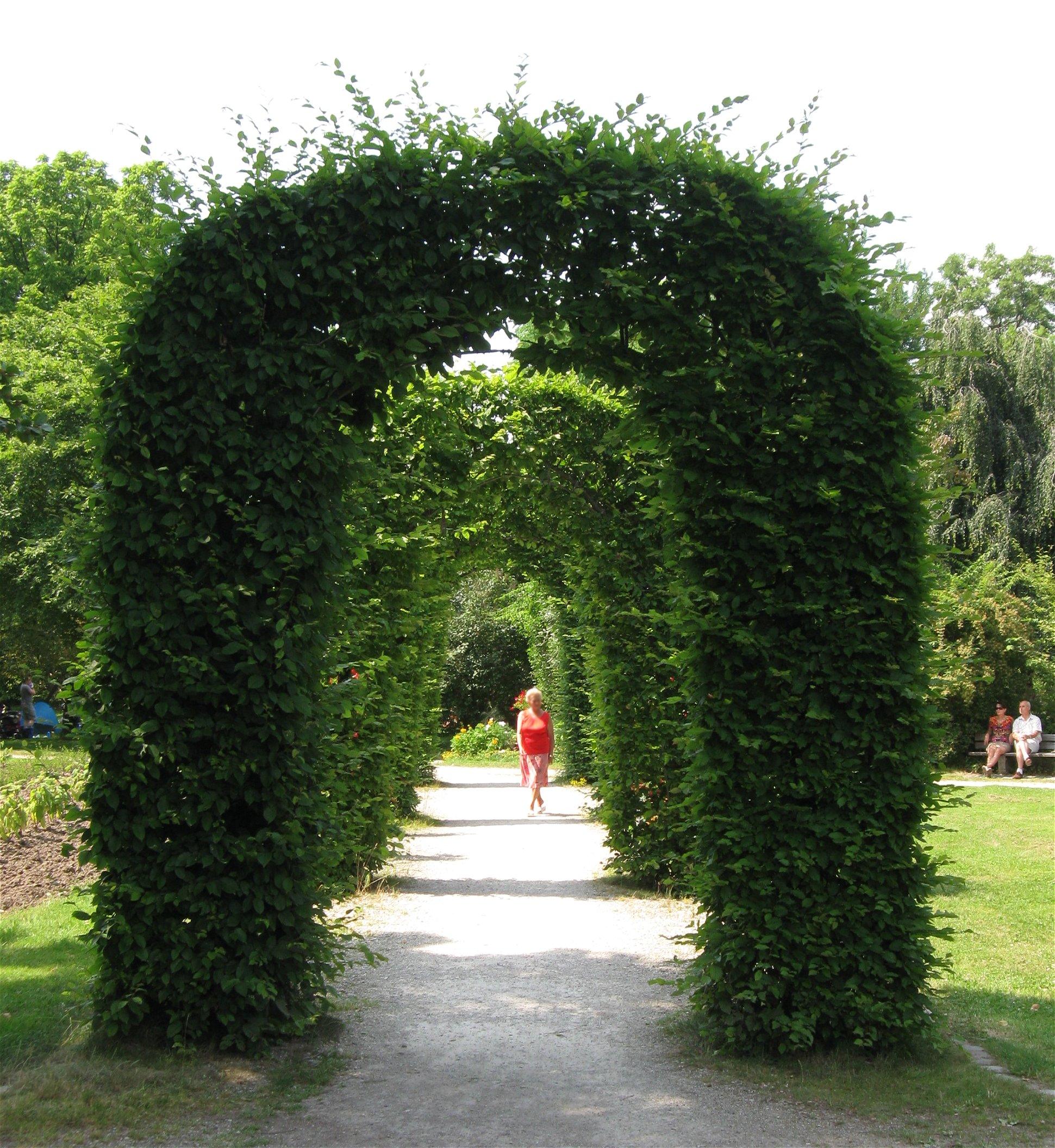
Untergiesing, München.
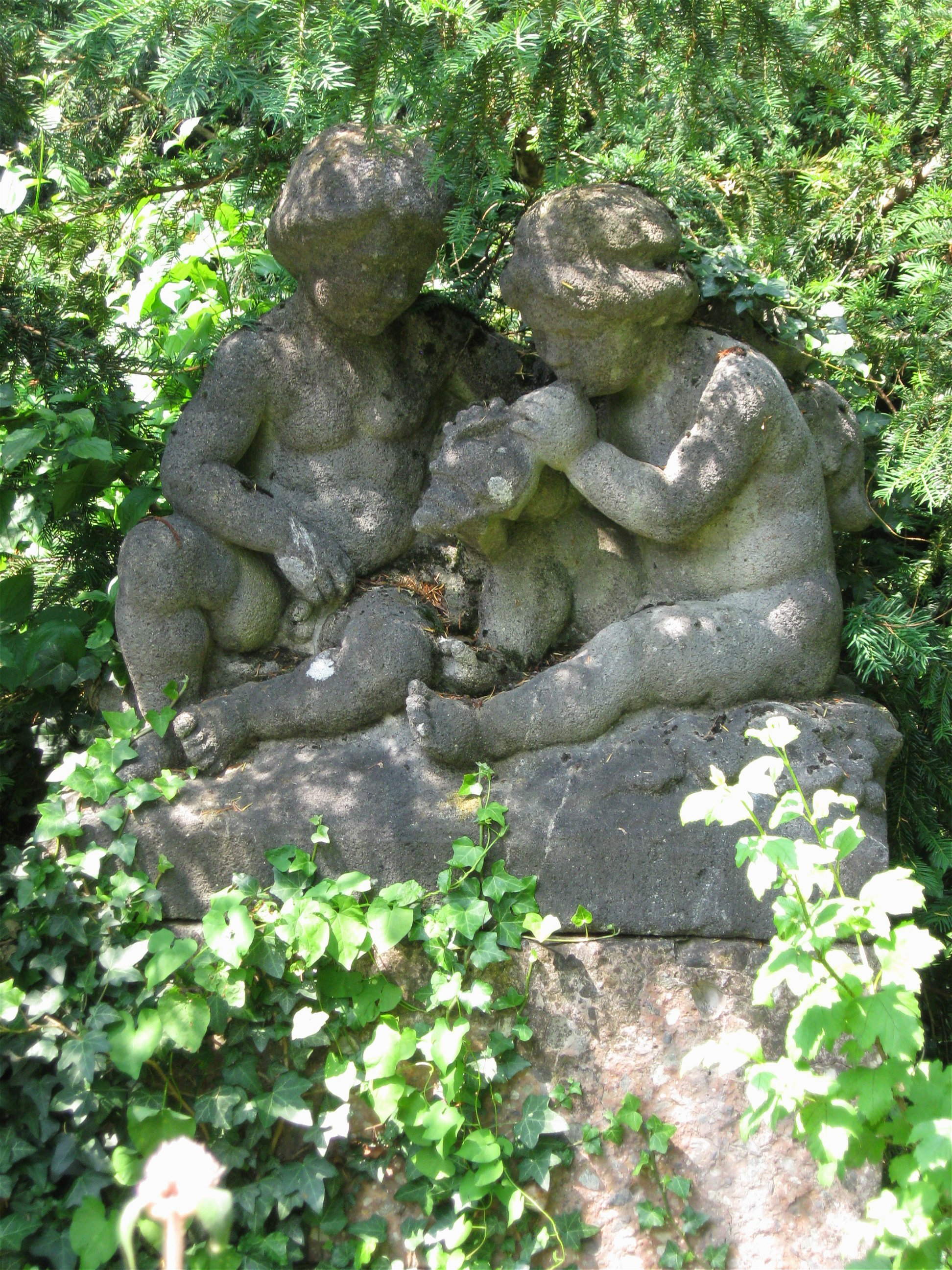
Rosengarten Untergiesing.